# Convento dei Cappuccini (Gela)
Il convento dei Cappuccini è un complesso religioso situato a Gela, in provincia di Caltanissetta.

## Storia
I frati Cappuccini, giunti nella città di Gela nel 1571, occuparono l'antico complesso (XIII sec.), in parte cadente, che fino al 1481 era stato abitato dai frati Minori Conventuali.
Nel 1730 sotto la chiesa venne realizzata una cripta, per la sepoltura dei frati.
Con la soppressione degli ordini religiosi, del 1866, l'intero complesso venne espropriato e il convento destinato ad usi civici (lazzaretto, ospedale, ricovero per trovatelli).
Nel 1935 la chiesa, inizialmente dedicata a Santa Maria degli Angeli, venne restaurata, ampliata (con l'aggiunta della navata di sinistra) e consacrata a San Francesco e alla Madonna delle Grazie; per poi subire, nel 1944, ulteriori interventi edili, che videro il rifacimento della facciata in stile neogotico,  l'eliminazione del portale trecentesco e l'aggiunta di due torri con cuspidi.
Negli anni cinquanta il convento venne demolito e fu costruita una nuova e più capiente struttura destinata ad ospitare il seminario minore.
Nel 1962 la chiesa venne dotata di una terza navata (quella di destra) e nel 1966 fu eretta parrocchia col titolo di Madonna delle Grazie.
Il 2 luglio ricorre la festività della Madonna delle Grazie, con la solenne processione e la benedizione dei bambini.

## Descrizione
La chiesa in stile neogotico, nella navata centrale (che ne costituisce il nucleo originario) è sovrastata da un pregiato soffitto ligneo con capriate; sono inoltre presenti. il coro e quattro grandi finestre con vetri istoriati.

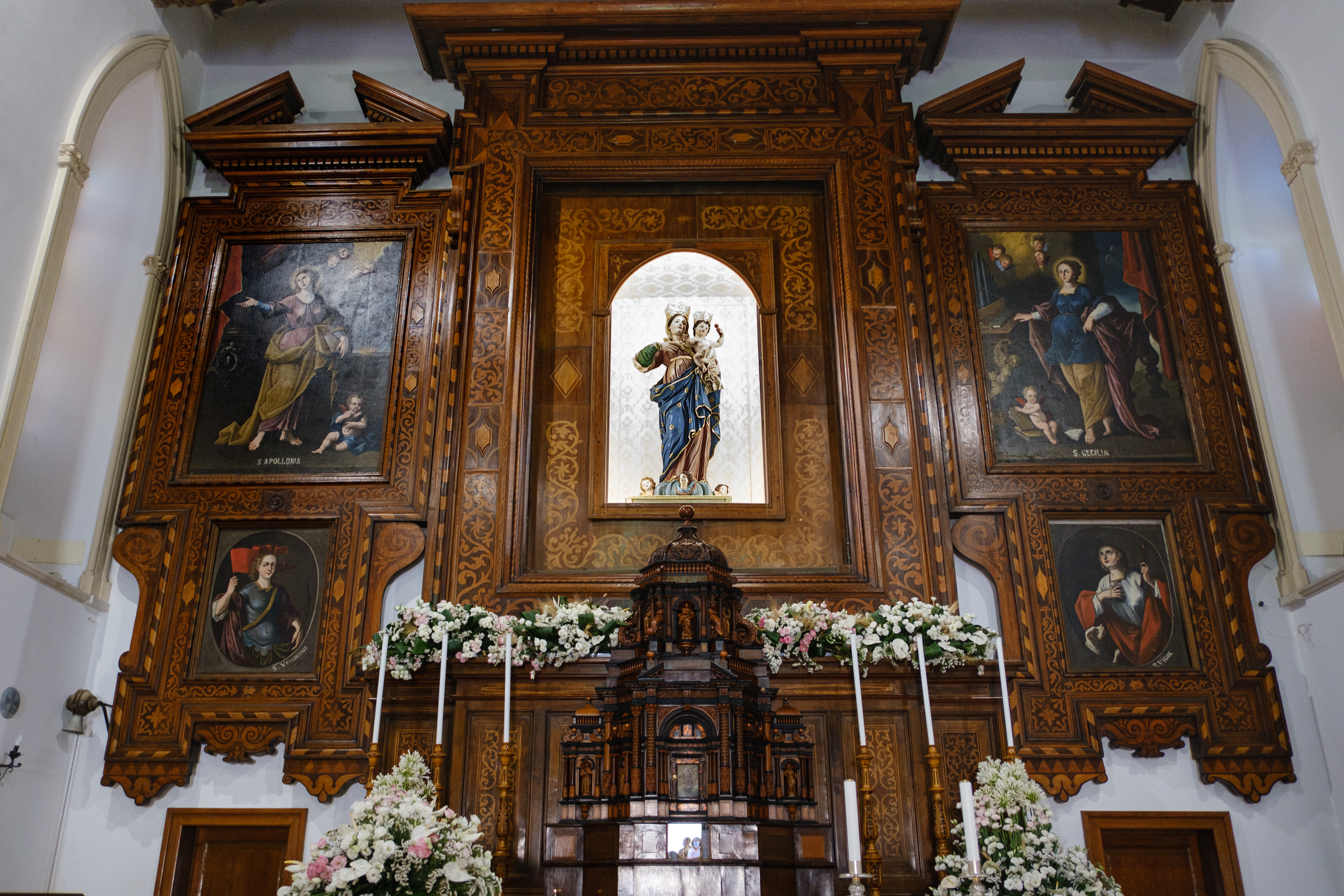
Gela, Convento dei Cappuccini

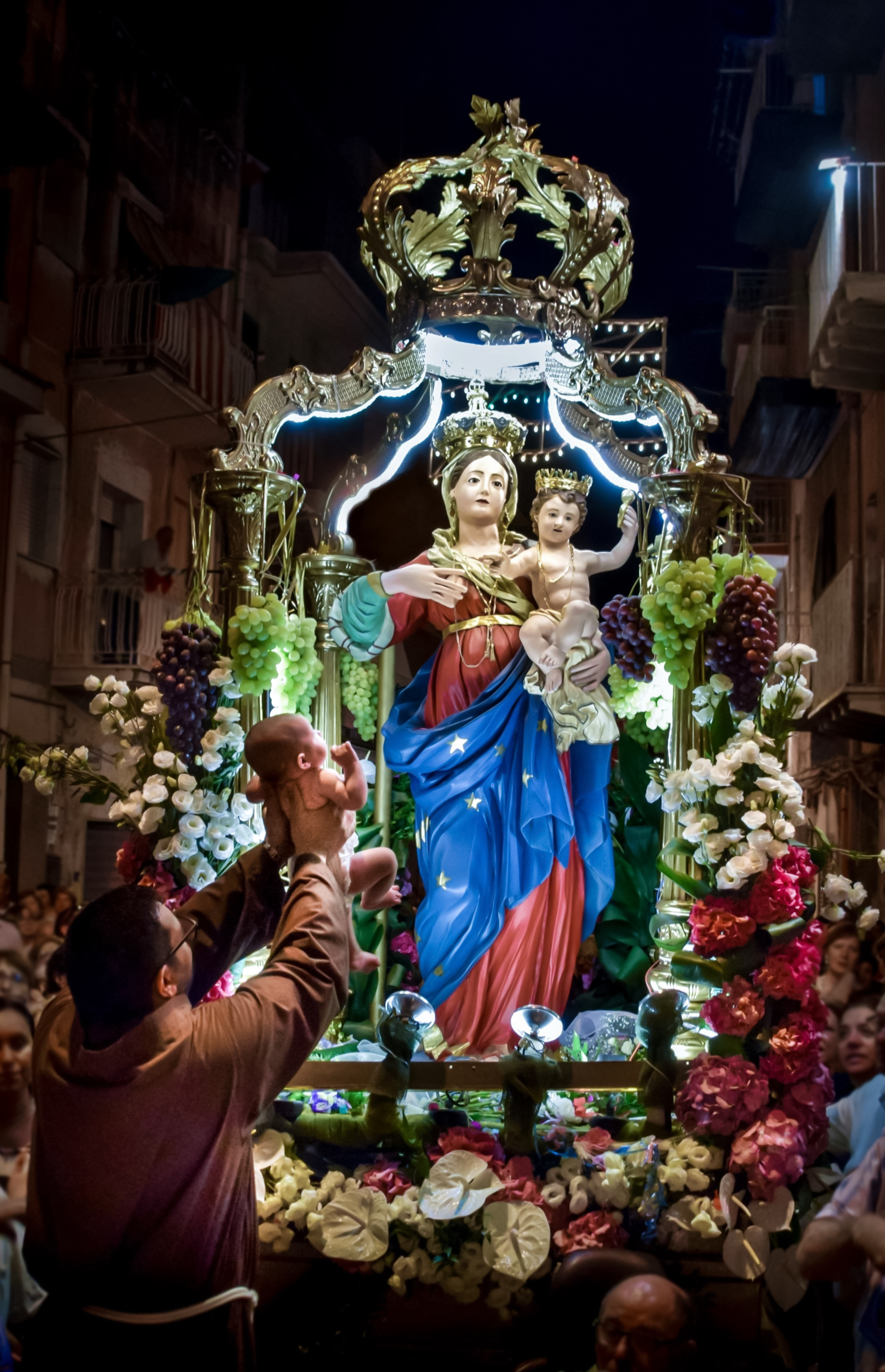
Festa della Madonna delle Grazie (2 luglio)

Di particolare bellezza il polittico dell'altare maggiore, composto da cinque dipinti: al centro la pala d'altare raffigurante la Madonna  degli Angeli con San Francesco e Sant'Antonio (1612), attribuita al pittore Filippo Paladini; ai lati due tele con Santa Apollonia, a sinistra e Santa Cecilia, a destra; al di sotto, in appendice, due piccoli dipinti raffiguranti San Venanzio e San Vito; tutte opere del pittore gelese Calogero Avvocato, datate 1720.
Le tele sono incastonate in un prezioso apparato ligneo, finemente intarsiato, opera realizzata, nel 1722, dai frati Umile da Mazzarino e Giuseppe e Rosario da Lentini.
Dietro la tela centrale del polittico, che scorre attraverso una guida, vi è una nicchia con la statua lignea della Madonna delle Grazie (1813).
Di pregio la custodia in legno scuro, risalente al 1691, opera dei frati ebanisti Girolamo e Innocenzo da Malta.
In corrispondenza del transetto si trova l'altare della Madonna degli ammalati, raffigurata dal settecentesco dipinto su tavola, proveniente dal convento dei cappuccini di Agira e nel lato opposto troviamo un Crocifisso in legno del XVII secolo.
Meritano, ancora, di essere menzionate: una statua lignea di San Francesco d'Assisi, realizzata a Napoli nel 1772; una tela raffigurante San Bernardo da Corleone; due dipinti su tavola, raffiguranti San Fedele da Sigmaringa e San Serafino da Montegranaro.
La chiesa, inoltre, è arricchita, nelle navate laterali, da quattordici finestre con vetri istoriati, raffiguranti le tappe della Via Crucis.